# Russki Kameschkir
Russki Kameschkir (russisch Ру́сский Камешки́р) ist ein Dorf (selo) in der Oblast Pensa in Russland mit 5369 Einwohnern (Stand 14. Oktober 2010).

## Geographie
Der Ort liegt auf der Wolgaplatte etwa 80 km Luftlinie südöstlich des Oblastverwaltungszentrums Pensa. Es befindet sich am Flüsschen Kameschkir, das gut 10 km nördlich von links in den linken Sura-Nebenfluss Kadada mündet.
Russki Kameschkir ist Verwaltungszentrum des Rajons Kameschkirski sowie Sitz und einzige Ortschaft der Landgemeinde (selskoje posselenije) Russko-Kameschkirskoje selsowet.

## Geschichte
Das Dorf entstand um 1700 auf Ländereien, die dem Dreifaltigkeitskloster von Sergijew Possad gehörten, und wurde nach der örtlichen, dem Heiligen Sergius von Radonesch geweihten Kirche zunächst als Sergijewskoje bezeichnet. Im Ort lebten russische, dem Kloster zugeordnete Bauern sowie neu zum Christentum bekehrte Mordwinen. In Folge bürgerte sich nach der Bezeichnung des Flusses und der Bevölkerungsmehrheit der heutige Ortsname mit der Bedeutung „Russisch-Kameschkir“ ein, im Gegensatz zum nahe der Flussmündung gelegenen, ursprünglich Kimischkir genannten, alten mordwinischen Dorf, das bis heute Mordowski Kameschkir, also „Mordwinisch-Kameschkir“ heißt. 
Das Dorf wurde Sitz einer Wolost im Ujesd Kusnezk, der ab 1780 zur Statthalterschaft Saratow, von Dezember 1796 bis März 1797 kurzzeitig zum dann vorübergehend wieder aufgelösten Gouvernement Pensa und danach zum Gouvernement Saratow gehörte.
Am 16. Juli 1928 wurde Russki Kameschkir Verwaltungssitz eines neu geschaffenen Rajons. Dieser war von 1963 bis 1965 zwischenzeitlich aufgelöst, und sein Territorium dem Kusnezki rajon angegliedert.

### Bevölkerungsentwicklung
| Jahr | Einwohner |
| ---- | --------- |
| 1939 | 5306      |
| 1959 | 4045      |
| 1970 | 3911      |
| 1979 | 5265      |
| 1989 | 5555      |
| 2002 | 5376      |
| 2010 | 5369      |

Anmerkung: Volkszählungsdaten

## Verkehr
Russki Kameschkir wird östlich von der Regionalstraße (auf ihrem Abschnitt im Kameschkirski rajon als 58K-113 bezeichnet), die etwa 25 km nördlich in Nischnjaja Jeljusan an der föderalen Fernstraße M5 Ural beginnt und weiter über das südwestlich benachbarte Rajonverwaltungszentrum Lopatino nach Petrowsk in der Oblast Saratow führt, wo sie föderale Fernstraße R158 von Nischni Nowgorod – Saransk – Pensa – Saratow erreicht. Nach Süden besteht über die 58N-117 Anschluss in Richtung Basarny Karabulak; nach Osten führt die 58K-110 in die Siedlung Werchosim, wo Anschluss in Richtung der benachbarten Rajonzentrum Kusnezk und Newerkino besteht.
Die nächstgelegene Bahnstation befindet sich weitere 10 km hinter Nischnjaja Jeljusan in der Siedlung Tschaadajewka an der Strecke Rjaschsk – Pensa – Sysran.